# Mulberry (Oklahoma)
Mulberry – jednostka osadnicza w Stanach Zjednoczonych, w stanie Oklahoma, w hrabstwie Adair.